# Cungrea (gmina)
Cungrea – gmina w Rumunii, w okręgu Aluta. Obejmuje miejscowości Cepești, Cungrea, Ibănești, Miești, Oteștii de Jos, Oteștii de Sus i Spătaru. W 2011 roku liczyła 2178 mieszkańców.